# Exzessives Sporttreiben
Bei exzessivem Sporttreiben (pathologisches Sporttreiben, umgangssprachlich auch Sportsucht, Fitnesssucht oder Bewegungssucht) handelt es sich um eine zumeist nichtstoffliche Abhängigkeit, die unter den Oberbegriff Substanzungebundene Abhängigkeit fällt, aber nicht als eigenständige medizinische Diagnose gilt.  Betroffene leiden unter dem inneren Zwang, sich sportlich zu betätigen, ohne jedoch Wettkampfambitionen zu haben. In den Vereinigten Staaten ist der Begriff seit Mitte der 1990er Jahre bekannt. Wie die meisten substanzungebundenen Abhängigkeiten wurde auch exzessives Sporttreiben bisher weder in der ICD-10 noch im DSM-IV als eigenständige Diagnose aufgenommen und gilt damit nicht als international anerkannte psychische Störung.
Bei einem Teil der exzessiv Sporttreibenden kann gleichzeitig eine Essstörung (Anorexia athletica) vorliegen; in diesen Fällen dient intensives Trainieren vor allem dazu, das Körpergewicht zu reduzieren, um ein bestimmtes Figurideal zu erreichen. Bei Männern ist auch der zwanghafte Wunsch, immer mehr Muskelmasse aufzubauen, als Muskelsucht bekannt. Psychologen schätzen, dass in Deutschland etwa ein Prozent der Bevölkerung pathologisch Sport treiben.
Für die Entstehung exzessiven Sporttreibens gibt es mehrere wissenschaftliche Erklärungsansätze. Auf der psychischen Ebene kann Leistungssport dazu dienen, das Selbstbewusstsein zu steigern, Misserfolge in anderen Bereichen zu kompensieren und der Bewältigung von Problemen auszuweichen. Die völlige körperliche Erschöpfung wird häufig angestrebt und als Erfolgserlebnis gewertet.
Ein anderer Erklärungsansatz betont die Bedeutung der körpereigenen Hormonproduktion. Bei intensiver sportlicher Betätigung schüttet der Körper verstärkt Endorphine aus, die den Organismus im Extremfall in einen Rauschzustand versetzen können. Langstreckenläufer bezeichnen diesen Zustand als Runner’s High.
Auch ein Zusammenhang mit den aktuellen Idealen in den westlichen Leistungsgesellschaften wird angesprochen. Leistung hat einen hohen gesellschaftlichen Stellenwert und ist positiv konnotiert, hinzu kommen die vorherrschenden Schönheitsideale, die sich zunehmend auch auf Männer beziehen.
Merkmale für das Vorliegen pathologischen Sporttreibens sind nach Angaben von Sportpsychologen:
- Ausdauersport ist ein zentraler Lebensinhalt
- Bei erzwungenem Verzicht auf Sport treten körperliche Symptome wie Nervosität und Magenschmerzen auf oder psychische wie Schuldgefühle oder Depressionen
- Die Belastung wird kontinuierlich gesteigert
- Der Drang zu trainieren wird als innerer Zwang erlebt
- Körperliche Warnsignale vor Überlastung werden ignoriert
- Es wird auch bei Verletzungen weiterhin trainiert
- Soziale Kontakte werden wegen des Sports vernachlässigt oder aufgegeben

Ständige Überlastung des Körpers über Jahre führt zur Schwächung des Immunsystems und zu Schäden an Gelenken, Knochen, Sehnen und Bändern. In Verbindung mit Magersucht oder Bulimie treten noch weitere gesundheitliche Schäden auf.
Zu den deutschen Sportsuchtforschern gehört Robert Gugutzer.